# Municipio de Jackson (condado de Jackson, Iowa)
El municipio de Jackson (en inglés: Jackson Township) es un municipio ubicado en el condado de Jackson en el estado estadounidense de Iowa. En el año 2010 tenía una población de 431 habitantes y una densidad poblacional de 4,63 personas por km².

## Geografía
El municipio de Jackson se encuentra ubicado en las coordenadas 42°9′51″N 90°29′28″O / 42.16417, -90.49111. Según la Oficina del Censo de los Estados Unidos, el municipio tiene una superficie total de 93.08 km², de la cual 93,08 km² corresponden a tierra firme y (0 %) 0 km² es agua.

## Demografía
Según el censo de 2010, había 431 personas residiendo en el municipio de Jackson. La densidad de población era de 4,63 hab./km². De los 431 habitantes, el municipio de Jackson estaba compuesto por el 98,61 % blancos, el 0,7 % eran amerindios, el 0,23 % eran asiáticos, el 0,23 % eran de otras razas y el 0,23 % eran de una mezcla de razas. Del total de la población el 0 % eran hispanos o latinos de cualquier raza.